# Cerkiew Świętych Apostołów Piotra i Pawła w Dryświatach
Cerkiew pod wezwaniem Świętych Apostołów Piotra i Pawła – prawosławna cerkiew parafialna w Dryświatach. Należy do dekanatu brasławskiego eparchii połockiej i głębockiej Egzarchatu Białoruskiego Patriarchatu Moskiewskiego.
Cerkiew została zbudowana w latach 1907–1908 według projektu A. Szpakowskiego. Zamknięta po II wojnie światowej, zwrócona wiernym w latach 80. XX w. Obiekt zabytkowy.
Świątynia murowana, w stylu bizantyjsko-rosyjskim. Wejście poprzedzone gankiem z czterema kolumnami. Nad przedsionkiem nadbudowana wielokondygnacyjna wieża-dzwonnica z bębnem zwieńczonym dużą cebulastą kopułą. Pozostałe 5 kopuł znajduje się nad częścią nawową. Prezbiterium w formie apsydy, zamknięte pięciobocznie.